# Gros Châtillon
Gros Châtillon är en bergstopp i Schweiz. Den ligger i distriktet Aigle och kantonen Vaud, i den sydvästra delen av landet, 80 km söder om huvudstaden Bern. Toppen på Gros Châtillon är 1 836 meter över havet.